# Skärhamn

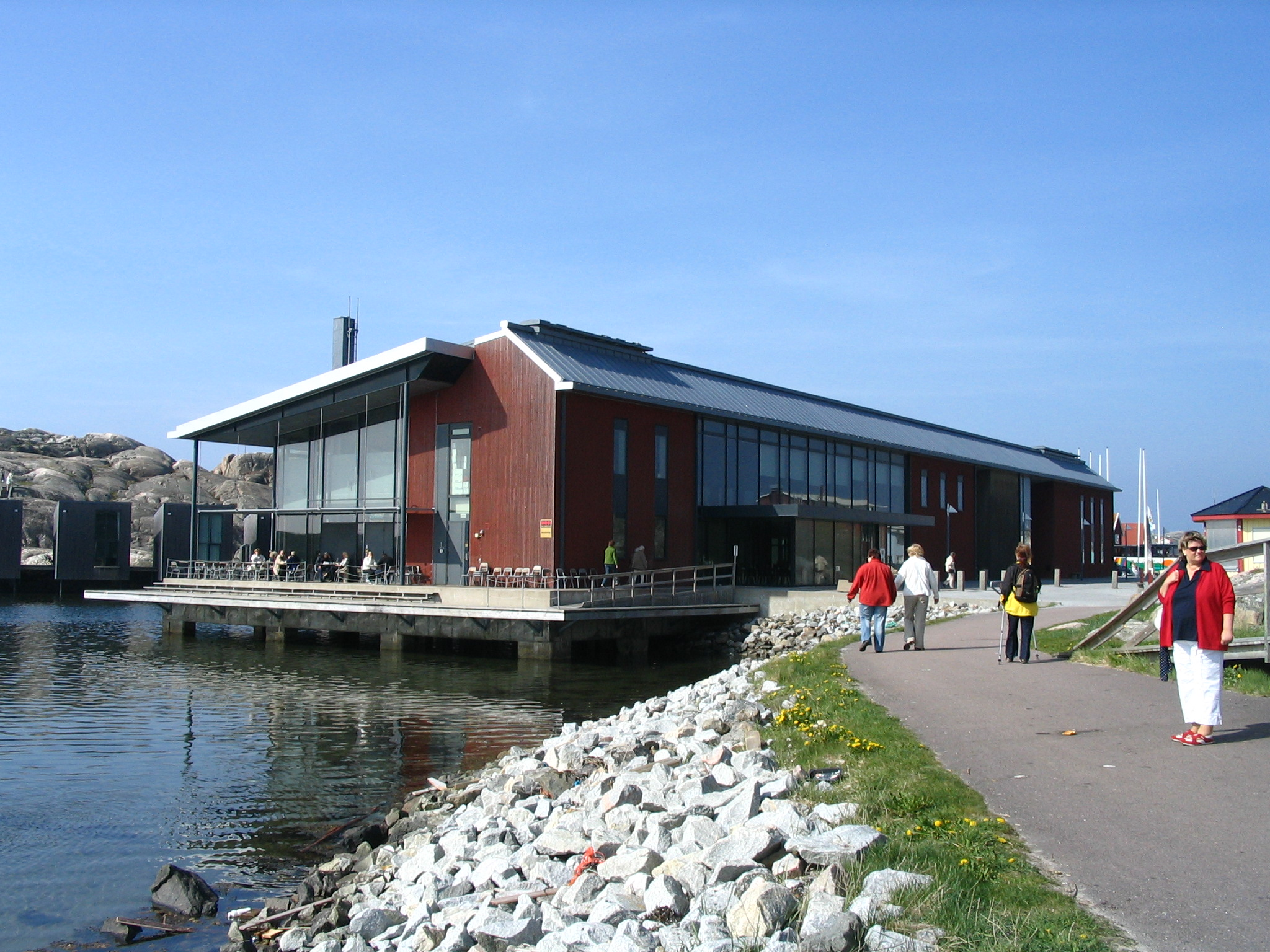
Nordiska akvarellmuseet

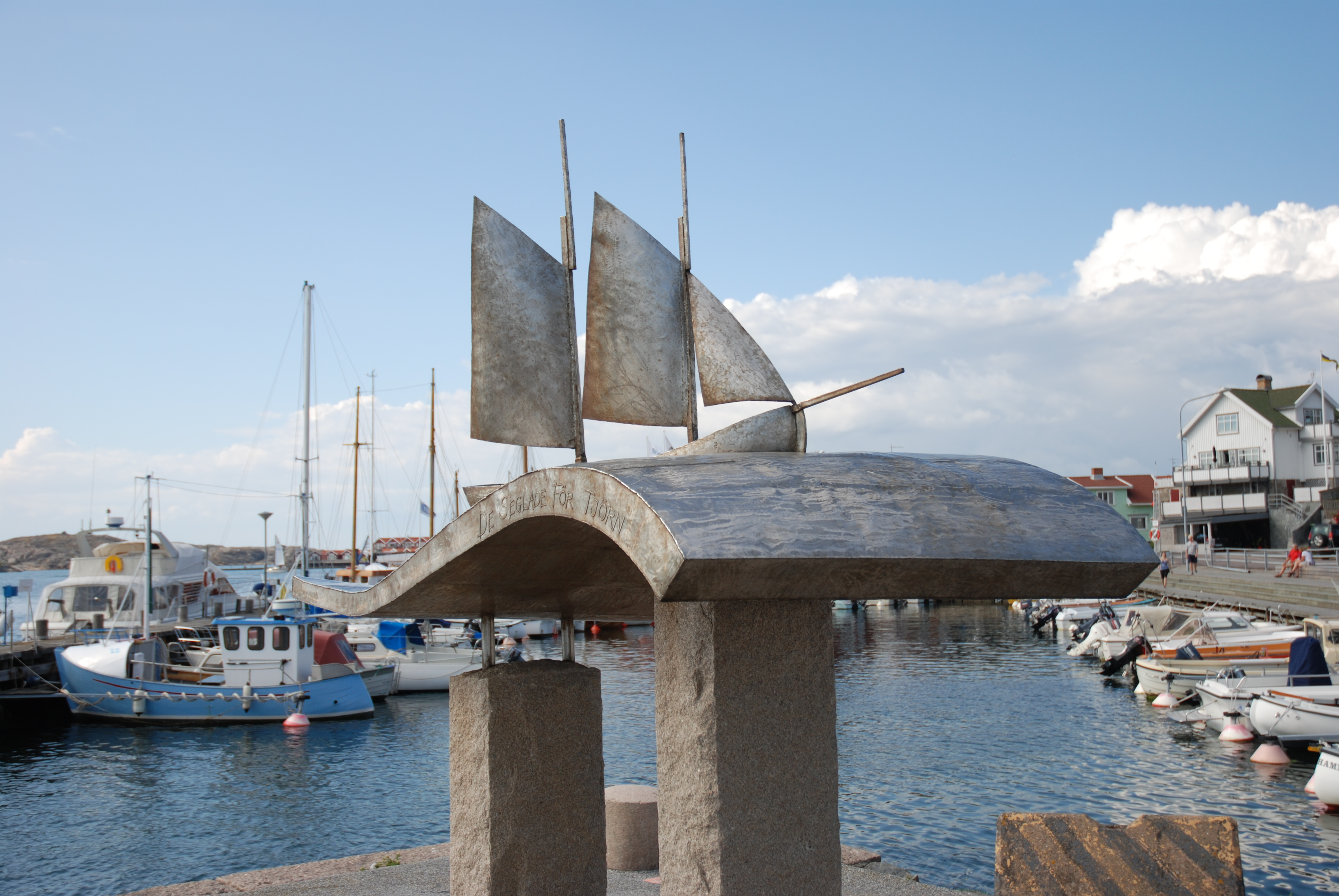
Sjöfartsmonumentet De seglade för Tjörn av Bosse Anås i norra hamnen i Skärhamn

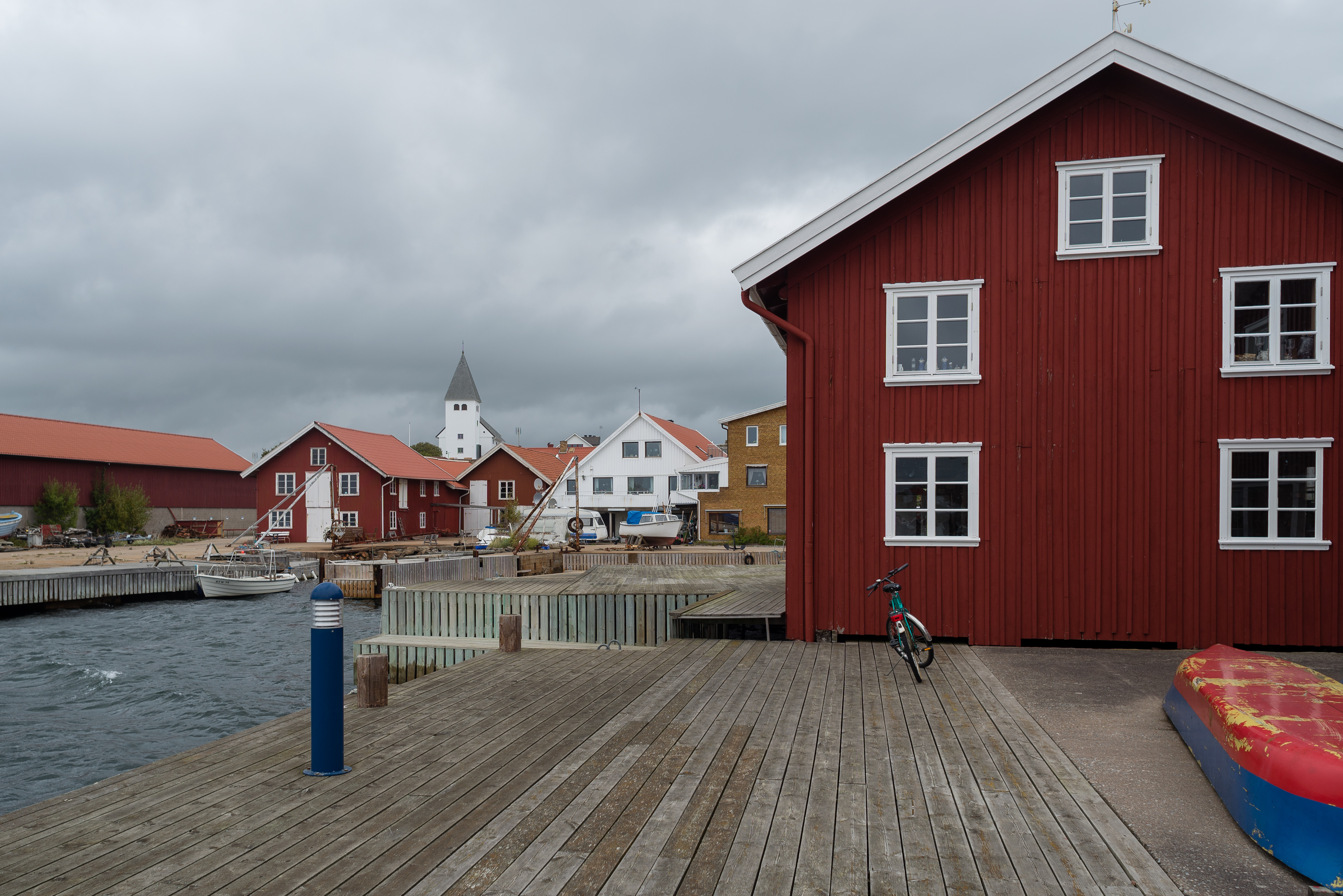
Bebyggelse i Skärhamn.

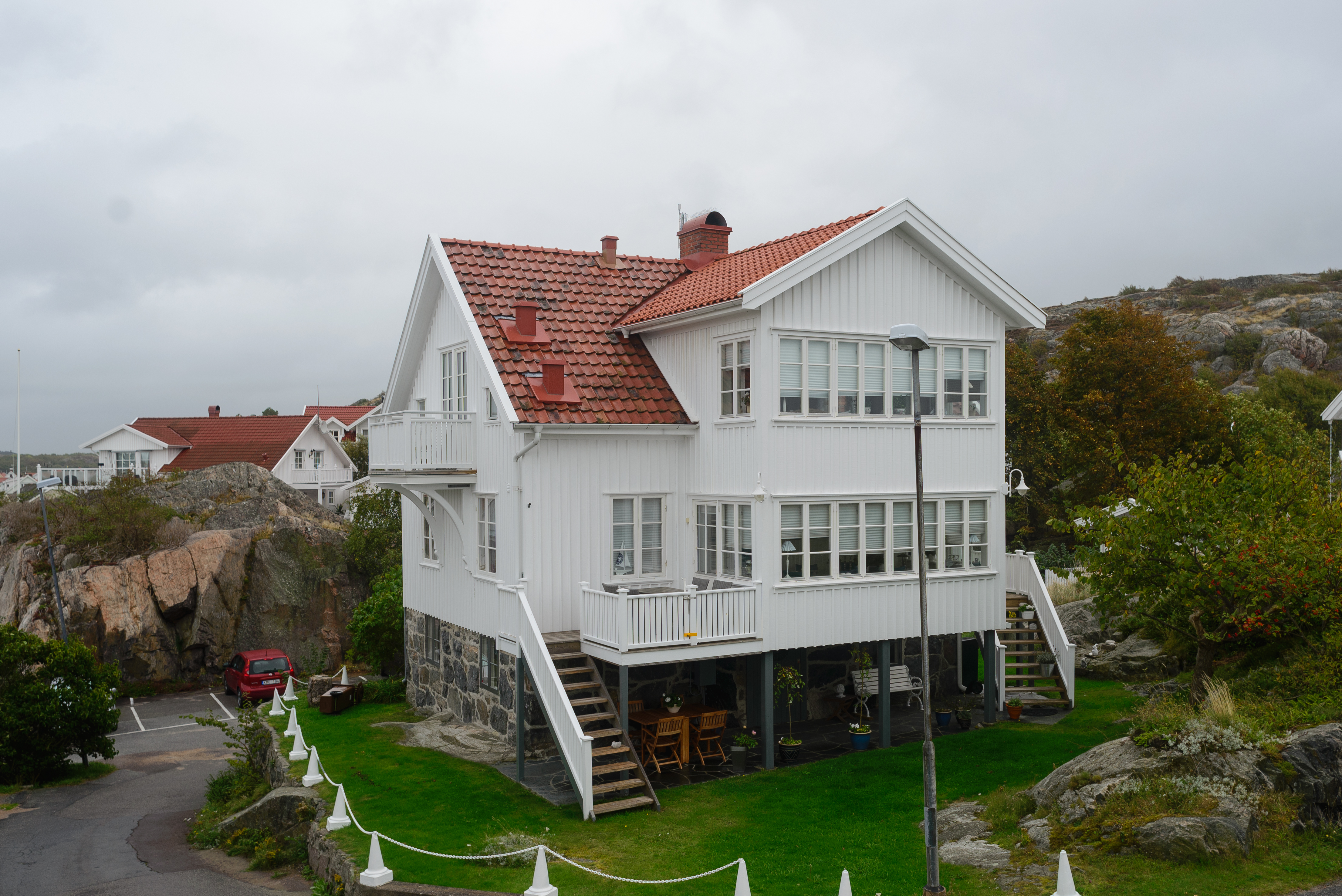
Hus i Skärhamn.

Skärhamn är en tätort på västra delen av Tjörn i Bohuslän och centralort i Tjörns kommun i Västra Götalands län.

## Historia
De första bosättarna i Skärhamn slog sig ned vid stränderna av gårdarna Tubberöds och Nötsäters utmarker vilket senare blev Skärhamn. Namnet förekommer första gången i Orusts och Tjörns häradsrätt den 8 oktober 1724 då Christen Jonsson vid Skärhamn var inkallad till vittnesförhör i ett mål. Här ligger även gårdarna Kroksdal, Toftenäs och Nordvik som tillsammans med Tubberöd och Nötsäter är de största bostadsområdena på orten.
Skärhamn blev framför allt känd som Sveriges största hemmahamn för mindre tonnage under första hälften av 1900-talet. Jämte rederinäringen var fisk- och sillberedning stora näringar och betydande för ortens utveckling. Sillhanteringen började under 1700-talet med trankokerier och sillsalterier och pågick så länge sillperioderna varade. Seglationen med små jakter började i slutet av 1800-talet. Dessa användes ursprungligen till fiske vilket kompletterades med fraktfart på tider då man inte fiskade. I början av 1900-talet anskaffades galeaser och därefter skonare med, som mest, fyra master. När träfartygen tjänat ut på 1950-talet tog järnfartygen vid. Fartygen blev större men färre till antalet. Flera stora rederier med betydande tonnage har genom åren haft Skärhamn som hemort för sina fartyg.  
Skärhamn var och är beläget i Stenkyrka socken och ingick efter kommunreformen 1862 i Stenkyrka landskommun. I denna inrättades för orten 18 februari 1888 Skärhamns municipalsamhälle, vilket från 1952 med orten ingick i den då bildade Tjörns landskommun, där Skärhamn blev centralort. Municipalsamhället kom att upplösas 31 december 1959. År 1900 hade municipalsamhället 598 invånare och 1925 var antalet 976 invånare. Sedan 1971 ingår orten i Tjörns kommun.

### Befolkningsutveckling
| Befolkningsutvecklingen i Skärhamn 1900–2020                                                     | Befolkningsutvecklingen i Skärhamn 1900–2020 | Befolkningsutvecklingen i Skärhamn 1900–2020 | Befolkningsutvecklingen i Skärhamn 1900–2020 | Befolkningsutvecklingen i Skärhamn 1900–2020 |
| ------------------------------------------------------------------------------------------------ | -------------------------------------------- | -------------------------------------------- | -------------------------------------------- | -------------------------------------------- |
|                                                                                                  |                                              |                                              |                                              |                                              |
| År                                                                                               |                                              |                                              | Folkmängd                                    | Areal (ha)                                   |
| 1900                                                                                             | 1900                                         |                                              | 589                                          | †                                            |
| 1960                                                                                             | 1960                                         |                                              | 1 286                                        |                                              |
| 1965                                                                                             | 1965                                         |                                              | 1 396                                        |                                              |
| 1970                                                                                             | 1970                                         |                                              | 1 463                                        |                                              |
| 1975                                                                                             | 1975                                         |                                              | 1 769                                        |                                              |
| 1980                                                                                             | 1980                                         |                                              | 2 335                                        |                                              |
| 1990                                                                                             | 1990                                         |                                              | 2 941                                        | 212                                          |
| 1995                                                                                             | 1995                                         |                                              | 3 147                                        | 222                                          |
| 2000                                                                                             | 2000                                         |                                              | 3 084                                        | 224                                          |
| 2005                                                                                             | 2005                                         |                                              | 3 180                                        | 242                                          |
| 2010                                                                                             | 2010                                         |                                              | 3 193                                        | 246                                          |
| 2015                                                                                             | 2015                                         |                                              | 3 495                                        | 513                                          |
| 2020                                                                                             | 2020                                         |                                              | 3 678                                        | 505                                          |
| Anm.: sammanvuxen 2015 med Stockevik och Duvedalen † Befolkning runt ett municipalsamhälle 1900. |                                              |                                              |                                              |                                              |

## Samhället
Orten har ett stort mått av social service, med bibliotek. Många butiker finns också på orten, de allra flesta har öppet året runt. Här finns matvaruaffär, båttillbehörsaffärer, klädbutiker, elektronikbutik, fisk- och skaldjursaffär mm. Efter långdragna förhandlingar med kommunledningen etablerades också Systembolaget i Skärhamn 2007, istället för i Kållekärr vilket förordades av kommunen.
Tjörns räddningstjänst har sin huvudbrandstation i Skärhamn. Sjöräddningen har också en station på orten, Räddningsstation Skärhamn, och två båtar är placerade där: Paul Brunes, 8m och Anncha af Fagerfjäll, 11m. Polis finns ej i Skärhamn eller på Tjörn, närmaste polisstation finns i Stenungsund.

### Handel
Livsmedelsbutiken är en Ica Supermarket, Ica Nordeviks. Under år 2007 byggdes Ica-butiken ut och fick då även plats med lokal till Systembolaget i samma byggnad. Systemet öppnade den 1 oktober 2007. Etableringen av Systembolaget i kommunen hade då avhandlats politiskt sedan 1990-talet och förhalats av olika skäl.
Tjörn hade tidigare egen konsumentförening, Tjörns konsumentförening, med en butik i Skärhamn. Den startade 1934 av lärarinnan Jenny Carlsson. Konsum stängde i november 1994 och föreningen likviderades.

### Bankväsende
Tjörns sparbank grundades 1906 i Sibräcka, etablerade senare en filial i Skärhamn och förlade så småningom huvudkontoret där. Även Länssparbanken Göteborg har haft kontor i Skärhamn.
Den kortlivade Nordiska handelsbanken hade ett kontor i Skärhamn som drogs in av dess efterföljare Göteborgs handelsbank under 1926. Göteborgs bank etablerade ett kontor i Skärhamn 1948. År 1961 etablerade sig även Skandinaviska banken i Skärhamn. Dessa banker blev sedermera Nordea och SEB.
Den 30 september 2013 stängde Nordea sitt kontor. Därefter fanns SEB och sparbanken kvar på orten.

## Idrott
I Skärhamn finns idrottsklubben Skärhamns IK och idrottsplatsen Röavallen. Röavallen har en konstgräsplan, flera gräsplaner och en grusplan. Den 15 oktober 1995 spelades det allsvenska mötet mellan Västra Frölunda och Hammarby på Röavallen. Matchen var flyttad från Västra Frölundas ordinarie hemmaplan på grund av kommunalstrejk.

## Dialekt
Tjörndialekten (Tjörbu)  är en omisskännlig gren av bohuslänskan. Inom tjörndialekten är det dessutom ofta lätt att särskilja dem som kommer från Skärhamn, då i-ljuden och sk-ljuden (i-ljud blir ofta vassa "ij-ljud" och ske-ljud uttalas oftast som ett hårt "k") är extra markanta. Första stavelsen i "Skärhamn" uttalas inte med ske-ljud, utan med "S" och ett hårt "k", därefter "-ärrhamn".